# Mesoleptus laticinctus
Mesoleptus laticinctus är en stekelart som först beskrevs av Walker 1874.  Mesoleptus laticinctus ingår i släktet Mesoleptus och familjen brokparasitsteklar. Inga underarter finns listade i Catalogue of Life.